# Deuxième circonscription de Jijiga
La deuxième circonscription de Jijiga est une des 23 circonscriptions législatives de l'État fédéré Somali, elle se situe dans la Zone Jijiga. Son représentant actuel est Beshir Ali Mehadi.